# ران پرامبو
ران پرامبو (انگلیسی: Ron Porambo) یک روزنامه‌نگار آمریکایی بود که شورش‌های ژوئن ۱۹۶۷ را مورد پوشش قرار می‌داد. او کتابی دربارهٔ این حوادث نوشت که نقش پلیس را در خشونتی که در طی آشوب‌ها رخ داد که منجر به کشته شدن ۲۶ نفر شد را مورد بررسی قرار می‌داد.
او به اتهام قتل به زندان رفت و باقی عمرش را تا لحظهٔ مرگ در زندان به سر برد. سرنوشت پرامبو و تبدیل یک شخصیت جنگنده برای ایجاد شرایط برابر در جامعه به یک قاتل، نمایانگر نقش سیستم در شکوفایی جنبه‌های شخصیتی افراد است.